# Andrés Cabrero
Andrés Cabrero (San Juan, Puerto Rico, 4 de enero de 1989) es un futbolista de Puerto Rico que juega en la posición de centrocampista y que actualmente milita en el Bayamon FC de la Liga Puerto Rico.

## Carrera

### Club
| Periodo   | Club                       |
| --------- | -------------------------- |
| 2007–2008 | Puerto Rico Islanders      |
| 2008      | Sevilla FC Puerto Rico     |
| 2009      | Puerto Rico Islanders      |
| 2009–2010 | FK Teleoptik               |
| 2010      | River Plate Puerto Rico    |
| 2011      | Puerto Rico United         |
| 2012–2013 | Sevilla FC Puerto Rico     |
| 2013–2014 | North East Stars FC        |
| 2014–2015 | Criollos de Caguas FC      |
| 2015–2017 | Kultsu FC                  |
| 2018      | GPS Puerto Rico            |
| 2018–     | Bayamón FC                 |
| 2021      | → Metropolitan FA (cedido) |

### Selección nacional
Jugó para Puerto Rico en 39 ocasiones de 2008 a 2018 y anotó cinco goles, dos de ellos en la clasificación de Concacaf para la Copa Mundial de Fútbol de 2014. También jugó en tres ocasiones con la selección sub-20 en 2008.